# メアリー・バンクス

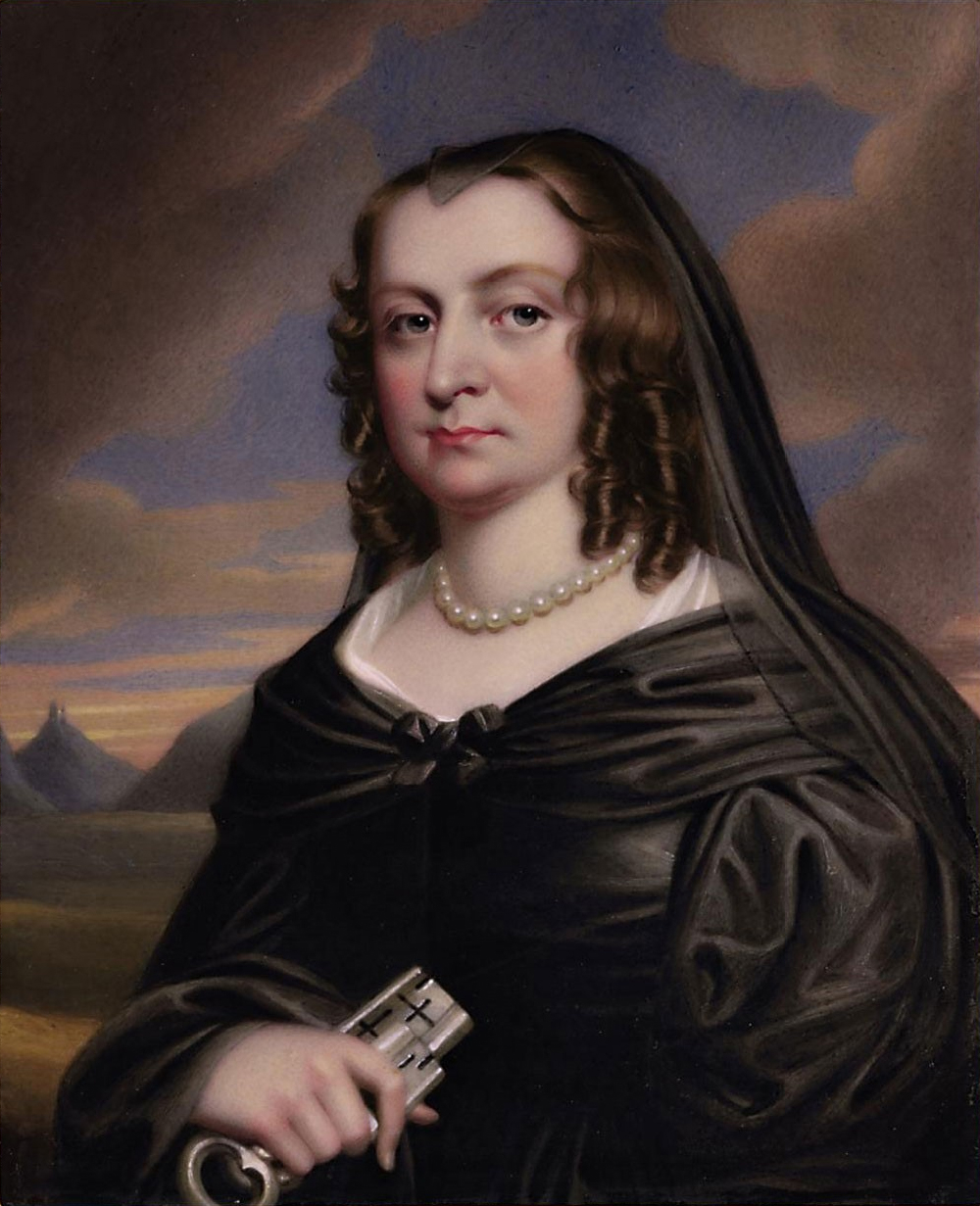
メアリー・バンクス

メアリー・バンクス（Mary Bankes, 旧名：メアリー・ハートリー、Mary Hawtry, 1598年 - 1661年4月11日）は、清教徒革命（イングランド内戦）期の女性。民訴裁判所主席裁判官でチャールズ1世の法務長官であったサー・ジョン・バンクスの妻で、3年間にわたる第一次イングランド内戦で王党派につき、2度にわたるコーフ城包囲戦を戦った。

## 攻城戦
1643年、第一次イングランド内戦が続いていた時、ジョン・バンクスはチャールズ1世によってヨークに派遣され、コーフ城の防御はメアリーの手に委ねられた。息子たちを安全な場所に送り、城には守衛の5人と使用人と娘たちが残った。
同年5月、議会派のサー・ウォルター・アール指揮下の200人から300人の兵たちが攻城戦を行ったが成功しなかった。メアリーは救援を求め、ロバート・ローレンス大尉と指揮下の80人の兵たちが駐屯し防衛を強化した。翌6月、アールを指揮官とするシデナム、ジャービス、スコット大尉と500人から600人の兵たち、そして2機の攻城兵器が再攻撃を行ったが、100人以上殺害され撤退した。
だが1646年にピットマン大佐が裏切り門を開放し、議会軍を城内に引き入れた。ビンガム大佐指揮下の部隊は服を裏返しにする事で、王党派と誤認させた。それらによって城は陥落した。しかしメアリーの勇気によって、ドーセット州ウィンボーンミンスター近郊のキングストン レーシーにある城の鍵は守られた。城は庶民院の決定で火薬で爆破された。
メアリーの息子ラルフとジェロームが彼女に代わってイーストコートの荘園を買ったことが記録されている。その荘園は娘であるジョアンナ・ボーラスへ、そしてその娘と共同相続人に引き継がれた。

## 死後
メアリーは1661年4月11日に死亡し、ルイスリップの聖マーティン教会に埋葬された。教会内部の内陣南壁にはメアリーを讃えた碑文と彼女の慰霊碑が置かれている。ライスリップ・マナーには、彼女の名前にちなんだ幼稚園と小学校が存在する。